# Verquin Communal Cemetery
Verquin Communal Cemetery is een begraafplaats gelegen in de Franse plaats Verquin (Pas-de-Calais). De militaire graven worden onderhouden door de Commonwealth War Graves Commission.
De begraafplaats telt 18 geïdentificeerde Gemenebest graven uit de Eerste Wereldoorlog.